# Doi bani (monedă românească)
Doi bani a fost o unitate monetară egală cu două sutimi din leul românesc. 

## Istorie

### Principatele Unite

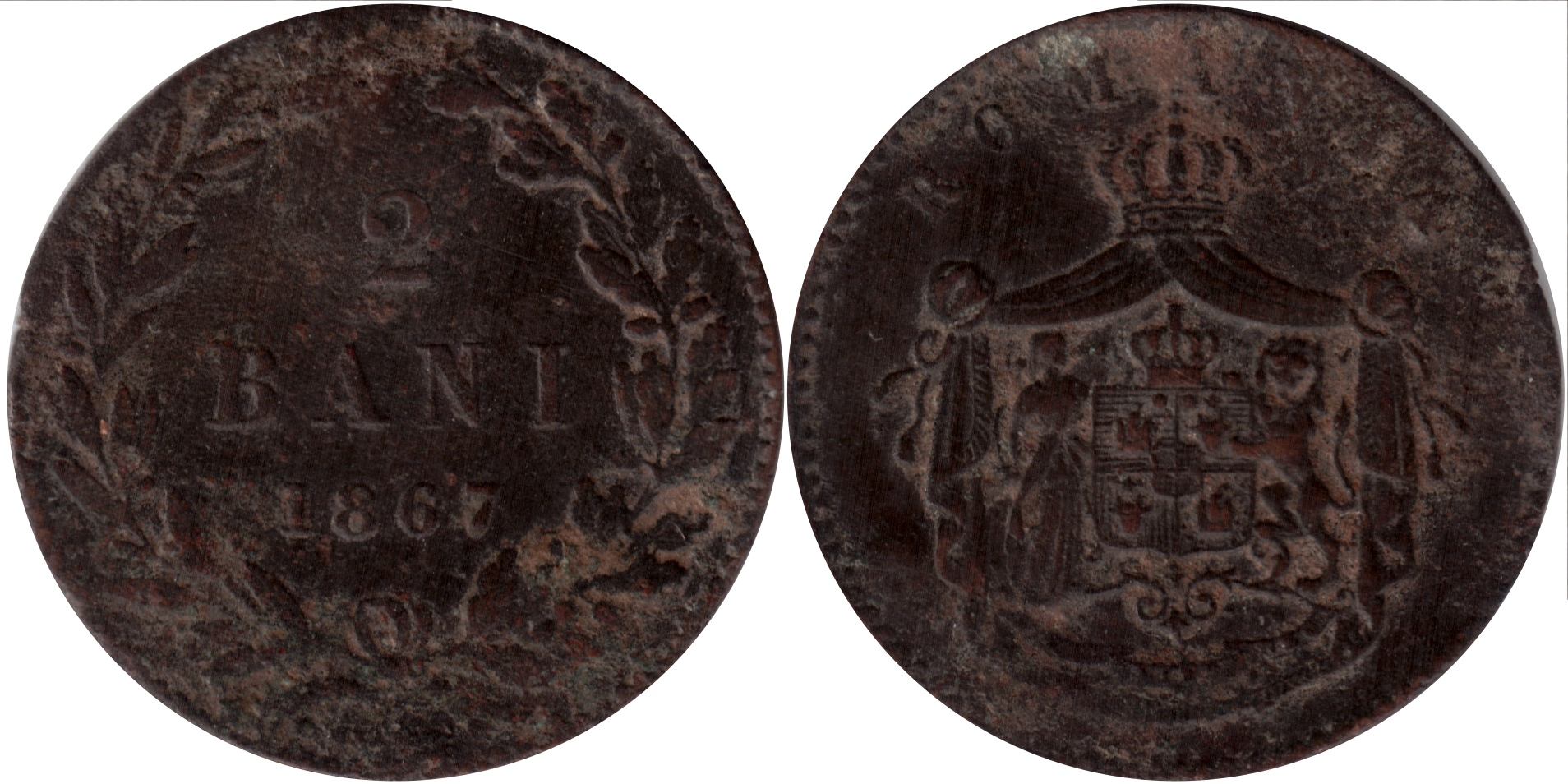
Monedă de 2 bani din 1867

#### 2 bani 1867
Prima monedă de doi bani a fost bătută în 1867 de două monetări diferite din Birmingham, Anglia: Heaton și Watt & Co. 
Moneda măsura 20 mm în diametru, cântărea 2 g și avea o grosime de 0,7 mm. Compoziția sa era 95% cupru, 4% staniu și 1% zinc. Aversul prezenta numele țării și stema acesteia. Pe revers era inscripționată valoarea nominală de 2 BANI între o ramură de laur și una de stejar, precum și anul emiterii, 1867. Fiecare monetărie a bătut câte 5 milioane de bucăți și a folosit marca proprie de monetărie, plasată sub coroana de ramuri: WATT & C°, respectiv HEATON. Monedele au intrat în circulație la 1 ianuarie 1868.

#### 2 bani 1879-1881

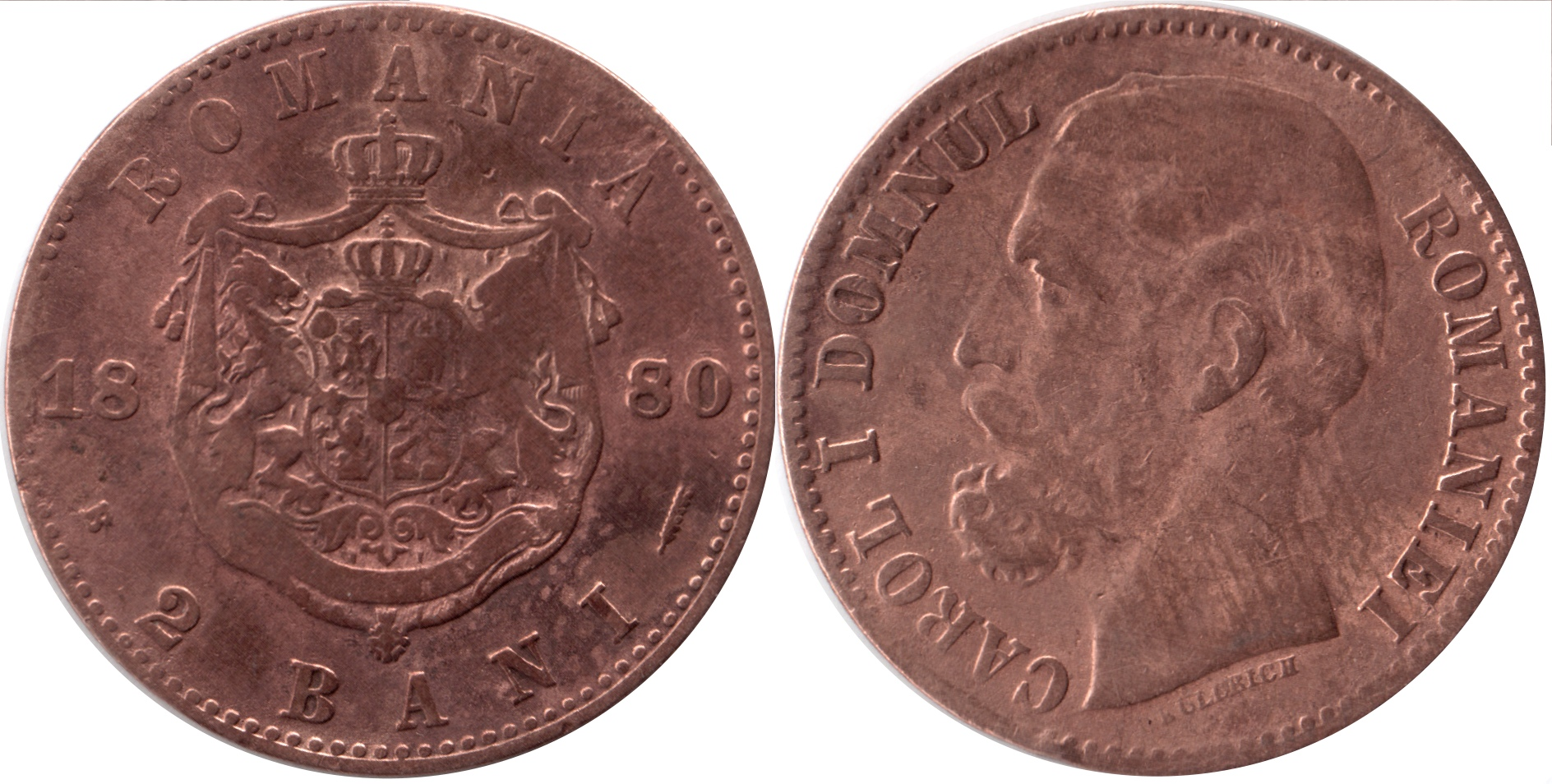
Monedă de 2 bani din 1880

A doua monedă de cinci bani a fost emisă în perioada 1879–1881 și a reprezentat prima piesă de această valoare nominală care îl înfățișa pe monarhul României.  
Aceasta a fost reglementată printr-o lege emisă la 3 august 1876, publicată în Monitorul Oficial nr. 176 din 11/23 august 1876, prin care guvernul era autorizat să bată monedă de aur până la suma de 3.000.000 lei, din care o pătrime în piese de 10 lei și restul în piese de 20 lei, precum și monedă de bronz până la suma de 1.500.000 lei, din care o treime în piese de un ban și restul în piese de doi bani.
A păstrat dimensiunile și compoziția monedei din 1867. Aversul prezenta efigia regelui Carol I, înconjurată de inscripția CAROL I REGE AL ROMÂNIEI, iar sub efigie se afla inscripția KULLRICH, semnătura gravorului. Pe revers era redată stema Regatului României, având anul emisiunii împărțit de o parte și de cealaltă a acesteia. Sub stemă, în partea dreaptă, era reprezentat un spic de grâu, iar în partea stângă se afla marca monetăriei, B; între acestea era inscripționată valoarea nominală, 2 BANI. 
Tirajul a fost de 500.000 de piese în 1879, 10.500.000 în 1880 și 1.250.000 în 1881, realizate la monetăria din București.

### Regatul României

#### 2 bani 1882
A treia monedă de doi bani a fost emisă doar în 1882, după proclamarea Regatului României și a pastrat specificațiile emisiunilor precedente. Designul a rămas asemănător, cu diferența că aversul avea un nou portret al lui Carol I, realizat tot de Friedrich Wilhelm Kullrich, iar inscripția de pe avers a fost actualizată în CAROL I REGELE ROMÂNIEI, conform noii forme de guvernământ. Pe revers a fost eliminat numele țării, iar stema națională a fost redimensionată, fiind prezentată într-o versiune mai mare comparativ cu emisiunea precedentă. Tirajul a fost de 5.000.000 de bucăți, realizate la monetăria din București.

#### 2 bani 1900
La 18 martie 1900 a fost adoptată legea care autoriza baterea unor noi monede din cupru de 1 și 2 bani, precum și a monedelor de 5, 10 și 20 de bani din nichel.

Astfel, cea de-a patra și ultima monedă de 2 bani a emisă în 1900. Noua monedă de doi bani a fost pusă în circulație la data de 15 iunie 1901, împreună cu moneda de 1 ban.

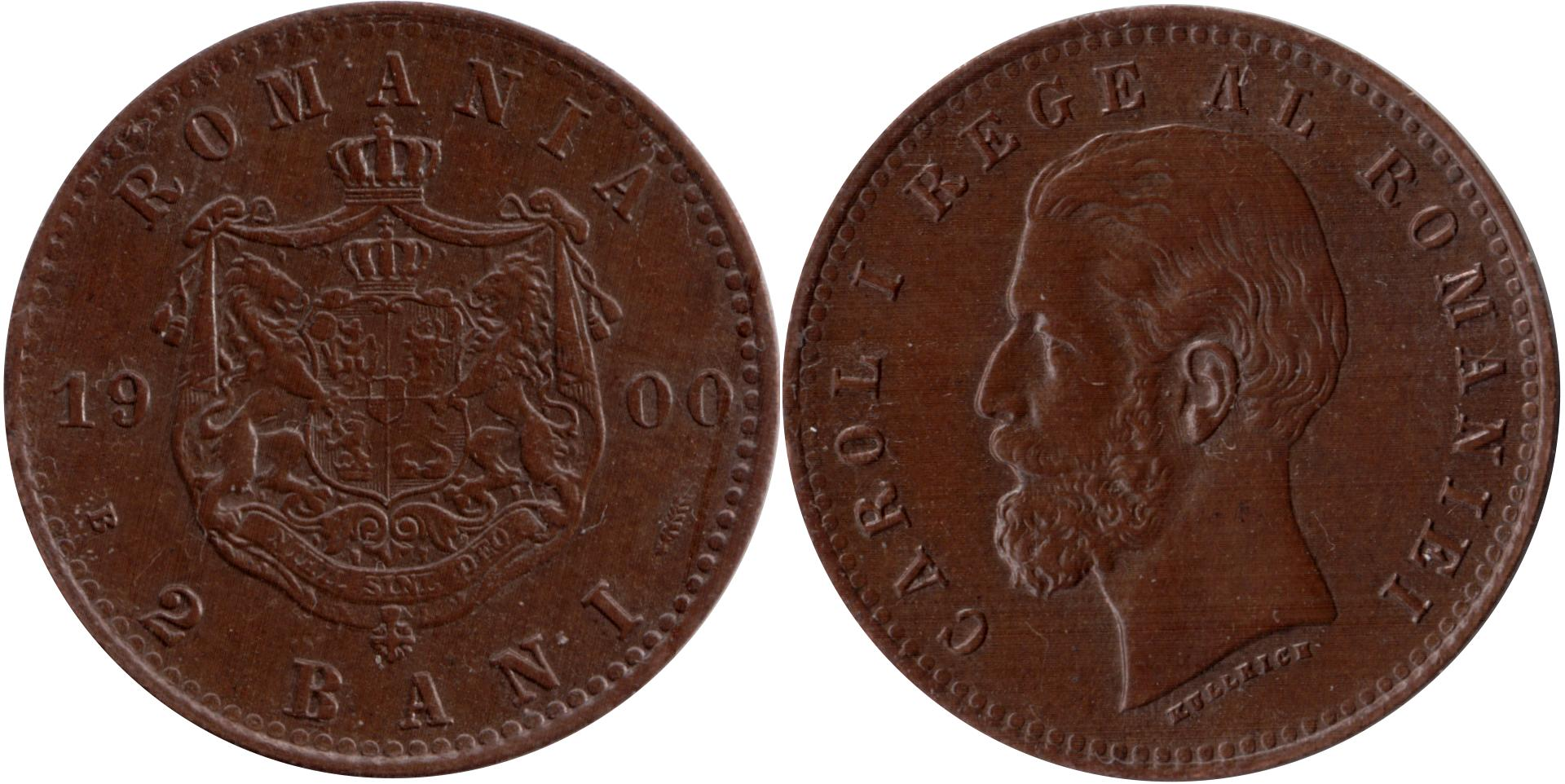
Monedă de 2 bani din 1900

Și aceasta a păstrat specificațiile emisiunilor anterioare. Aversul era similar emisiunii din 1882, iar reversul celei din 1879 - 1881. Au fost bătute 20.000.000 de bucăți la monetăria din Hamburg.
3,5 milioane de exemplare de 2 bani, fără a se specifica anul emisiunii, însumând 70.000 de lei, au fost demonetizate în 1906, metalul recuperat din acestea fiind vândut prin licitație publică.
Presa vremii consemna progresiv dispariția monedelor de 1 și 2 bani din uz: în 1906 și 1907 se semnala lipsa lor de pe piață, în 1909 se relata că ajunseseră să fie refuzate chiar și de cerșetori și punea deja întrebarea dacă mai au curs legal. Un articol din 1911 sublinia că aceste monede deveniseră o raritate, cu consecințe directe asupra vieții cotidiene a populației sărace, care era afectată de imposibilitatea de a primi restul exact sau de a beneficia de reduceri minore de prețuri, ceea ce conducea la scumpiri indirecte. Se sugera chiar desființarea monedei de 5 bani pentru a forța revenirea în uz a celor de 1 și 2 bani.
La 10 aprilie 1916, ziarul Ziua a relatat că în Monitorul Oficial din 9 aprilie fusese publicat un ordin prin care se interzicea exportul monedelor de argint, nichel și aramă.
În timpul Primului Război Mondial, în teritoriul României ocupat de Puterile Centrale, administrația militară germană a rechiziționat monedele de cupru aflate în circulație, într-o acțiune similară celor desfășurate anterior în alte teritorii ocupate de germani, precum nord-estul Franței și Belgia. Monedele au fost colectate în principal pentru a fi topite și reutilizate în industria de armament. Aceste monede proveneau în parte din stocurile Ministerului român de Finanțe și au fost expediate în Germania în timpul războiului, către o societate însărcinată cu procesarea metalelor pentru uz militar. Ulterior, monedele au fost predate turnătoriei Neue Berliner Messingwerke, specializată în prelucrarea cuprului.
După încheierea războiului, în cadrul Comisiei Române de la Wiesbaden, însărcinată cu identificarea și restituirea materialelor ridicate din România, au fost descoperite în depozitul casei de expediții Fahrenkrug din Neukölln 114 lăzi și 2 butoaie conținând monede românești din cupru de 1 și 2 bani, în greutate totală de 10.870 kg. Comisia română a cerut restituirea integrală a cantității, fără ca Germania să o poată contabiliza în contul despăgubirilor de război, însă demersul a întâmpinat dificultăți. Ca urmare a protestului oficial formulat de guvernul român, Ministerul de Externe german a aprobat returnarea acestora, iar monedele au fost expediate în februarie 1922 în România. Ulterior, în iunie 1922, a fost descoperit un nou lot de aproximativ 1.000 kg de monede românești din cupru de 1 și 2 bani, aflate la unele topitorii germane. Pentru a accelera procesul de restituire, Comisia Română a solicitat sprijinul direct al guvernului român în relația cu autoritățile germane.